# 山崎康一
山﨑 康一（やまさき やすいち、10月17日生）は、広島県出身の日本の俳優。山﨑康一は本名。劇団Studio Lifeがオーディションを始める以前から所属している。

## 主な出演歴

### 所属劇団舞台StudioLife
- 「リアル・シンデレラ・ストーリー」(作：倉田淳)(1989/8/29〜9/3)
- 「TAMAGOYAKI」(作・演出：倉田淳)(1990/1/12〜)
- 「スラマット・パギ・バンドン」(作：倉田淳)(1990/8/25〜)
- 「YASYA GA POND」(原作：泉鏡花)(1991/1/31〜2/2)
- 「パンジー・メイズ」(作：倉田淳)(1995/5/11〜5/16)
- 「TAMAGOYAKI」(作：倉田淳)(1995/8/30〜9/10)
- 「トーマの心臓」(原作：萩尾望都)初演-ユリスモール役(1996/2/10〜2/25)
- 「back cindy」(1996/6/5〜6/16)
- TheotherLifevol.1「happyFamilies」(1996/10/11〜10/27)
- 「トーマの心臓」(原作：萩尾望都)(1997/3/1〜3/23)
- TUNE-UPLIFE「TAMAGOYAKI」(作：倉田淳)(1998/2/11〜3/1)
- 「訪問者」初演(原作：萩尾望都)(1998/7/1〜7/12)
- 「トーマの心臓」(原作：萩尾望都)(1999/4/1〜4/18)
- 「死の泉」(原作：皆川博子)(1999/7/24〜8/1)
- TheotherLifevol.3「桜の園」(原作：アントン・チェーホフ)(1999/12/29〜1/12)
- 「DRACULA」(原作：ブラム・ストーカー)(2000/4/19〜5/2)
- 「黒いチューリップ」(原作：アレクサンドル・デュマ・ペール)(2000/7/26〜8/13)
- 「トーマの心臓」「訪問者」連鎖公演(原作：萩尾望都)(2000/12/7〜東京、大阪)
- 「死の泉」(原作：皆川博子)再演(2001/5/23〜東京、大阪)
- 「Sons」(原作：三原順)(2001/10/3〜10/14)
- 「月の子」(原作：清水玲子)(2002/2/1〜東京、大阪)
- 「歓びの娘 鑑定医シャルル」(原作：藤本ひとみ)(2002/8/10〜8/21)
- 「トーマの心臓」(原作：萩尾望都)再演(2003/2/27〜東京、福岡、名古屋、大阪)
- 「OZ」(原作：樹なつみ)-(2003/6/4〜6/18)
- 「MOONCHILD〜月の子〜」(原作：清水玲子)再演(2004/3/4〜東京、仙台、名古屋、福岡、広島、大阪)
- 「DRACULA」再演(2004/6/9〜6/27)
- 「OZ〜オズ〜」(原作：樹なつみ)再演(2005/3/3〜東京、新潟、名古屋、大阪、福岡、広島)
- 「メッシュ」(原作：萩尾望都)(2005/6/15〜7/4)
- 紀伊國屋書店提携公演「白夜行第1部」(原作：東野圭吾)(2005/9/4〜10/1東京、2005/10/14〜10/16大阪)
- 紀伊國屋書店提携公演「白夜行第2部」(原作：東野圭吾)(2005/12/11〜2/11東京、12/13〜12/14大阪)
- 「夏の夜の夢」(ダブルキャスト)(2006/9/7〜10/1)
- 紀伊國屋書店提携公演「Romeo&Juliet」(ダブルキャスト)(2007/5/10〜6/5)
- 「夏の夜の夢」再演(ダブルキャスト)(2008/4/17〜5/11)
- 「マージナル」(ダブルキャスト)(2008/8/28〜9/28)
- 「死の泉」「パサジェルカ」連鎖公演再演(2008/11/28〜12/14、12/19〜12/21)
- 「十二夜」(2009/10/15〜11/8東京、大阪)
- 「トーマの心臓」「訪問者」連鎖公演(原作：萩尾望都)再演(2010/2/27〜4/13)
- 「じゃじゃ馬ならし」(2010/7/8〜8/1)
- 「DRACULA」再演(2010/11/10〜12/5)
- 「11人いる!」(原作：萩尾望都)再演(2011/2/5〜3/27)
- 「PHANTOMTheuntoldstory〜語られざりし物語〜」（スーザン・ケイ)(2011/6/9〜6/27)
- 「夏の夜の夢」「十二夜」連鎖公演再演(2011/10/22〜12/10)
- 「天守物語」(原作：泉鏡花)(2012/6/9〜6/24)
- 「PHANTOM語られざりし物語TheKissofChristine」（原作：スーザン・ケイ)(2012/10/6〜10/24)
- 「トーマの心臓」再演(2014/5/24〜6/22)
- 「大いなる遺産」(原作：チャールズ・ディケンズ)(2014/12/18〜2015/1/12)
- 「夏の夜の夢」再演(2015/1/29〜2/15)
- StudioLife30周年記念イベントTrip,Trip,Trip！「ドン・キホーテの冒険」(2015/3/26)
- StudioLife30周年記念イベントTrip,Trip,Trip！「Oriental Tour・七郎/井戸のほとり」-(2015/3/28)

### 映画/TV
- 「秀吉」（NHK）
- 「Last Scene」

### 外部出演
- Yellow Drops 「メトロ・カフェ」（1999/7/2〜7/6）
- アトリエ・ダンカン「欲望という名の電車」（テネシー・ウィリアムズ）会場：青山円形劇場- パブロ・ゴンザレス役（2003/11/7〜30）
- Tsuchipro「アーバンクロウ〜呼吸もできない〜」（作：鐘下辰男、演出：竹内修）（2006/4/26〜5/2）
- 2NKプロジェクト「ハムレット」（シェイクスピア）- ハムレット役（2007/9/29〜9/30）
- 文化庁新進芸術家育成公演等事業『お気に召すまま』（原作：ウイリアム・シェイクスピア、翻訳・演出：伊藤大）会場：初台新国立劇場小劇場（2008/1/24〜1/27）
- ウェストエンドプロデュース「リカ」（原作：五十嵐貴久、脚本・演出：もとひろ）（2009/8/7〜8/16）
- ねねぷろじぇくと「ロミオとシラノとジュリエット」（作演出：仲代奈緒）(2012/4/26〜4/30)
- アトリエ・ダンカン「ウィンザーの陽気な女房たち」（シェイクスピア）会場：新国立劇場（2013/1/30〜2/3）
- 演劇倶楽部O's 「いつでも夢を」